# Stazione di Pizzo
La stazione di Pizzo è una stazione ferroviaria posta sulla linea Eccellente-Rosarno (via Tropea). Si trova a circa 2km a sud del centro abitato di Pizzo e della contrada Marina, in località Stazione.

## Strutture e impianti
La stazione dispone di 2 binari, uno di corretto tracciato e uno utilizzato per incroci e precedenze. La stazione non presenta sottopasso. Il passaggio al marciapiede del binario 2 può avvenire, solo quando non vi sono treni in movimento, passando sull'apposita banchina per attraversamento a raso.

## Movimento
La stazione è servita dai treni della relazione Lamezia Terme Centrale - Rosarno/Reggio Calabria via Tropea.

## Galleria d'immagini

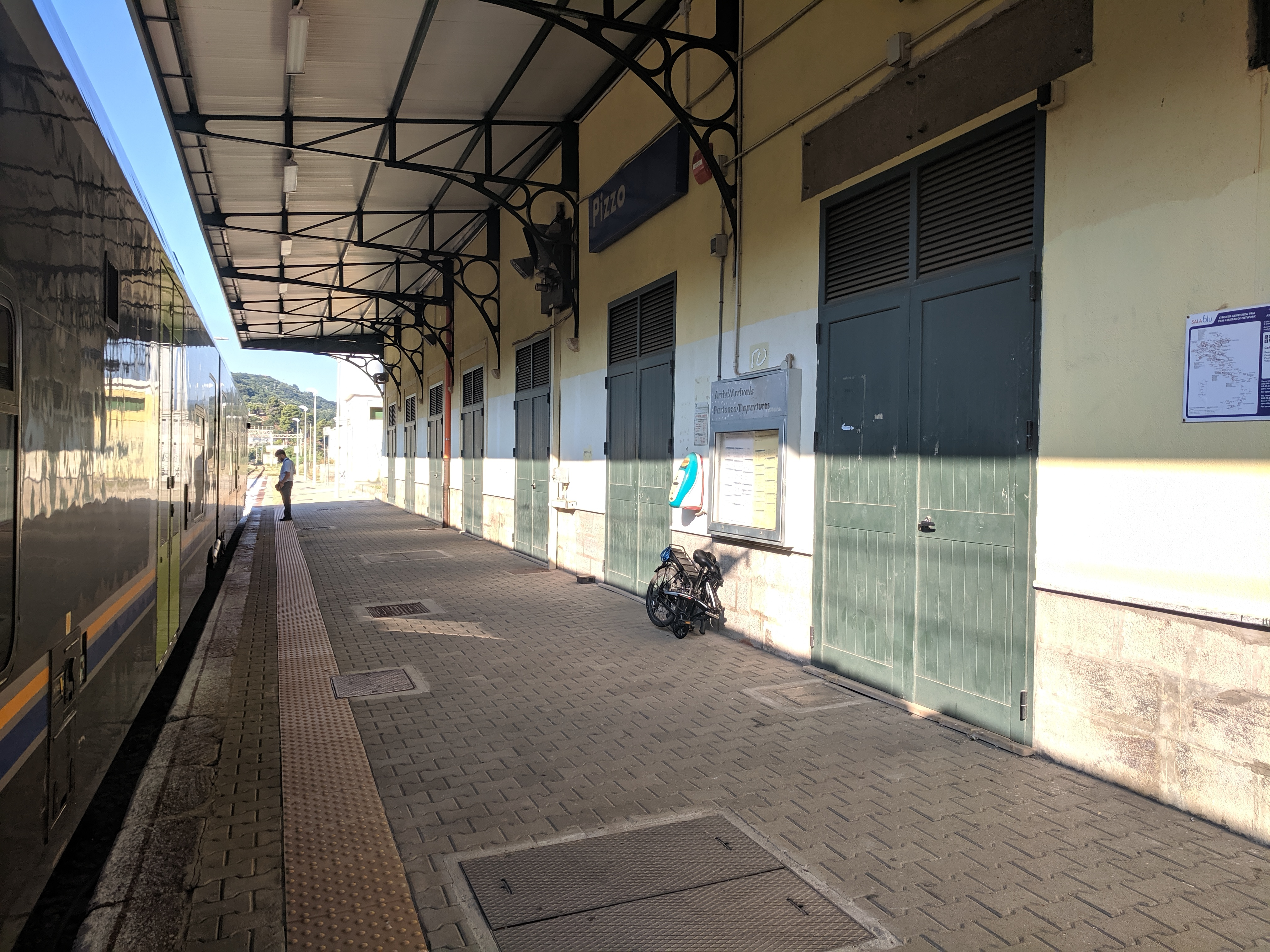
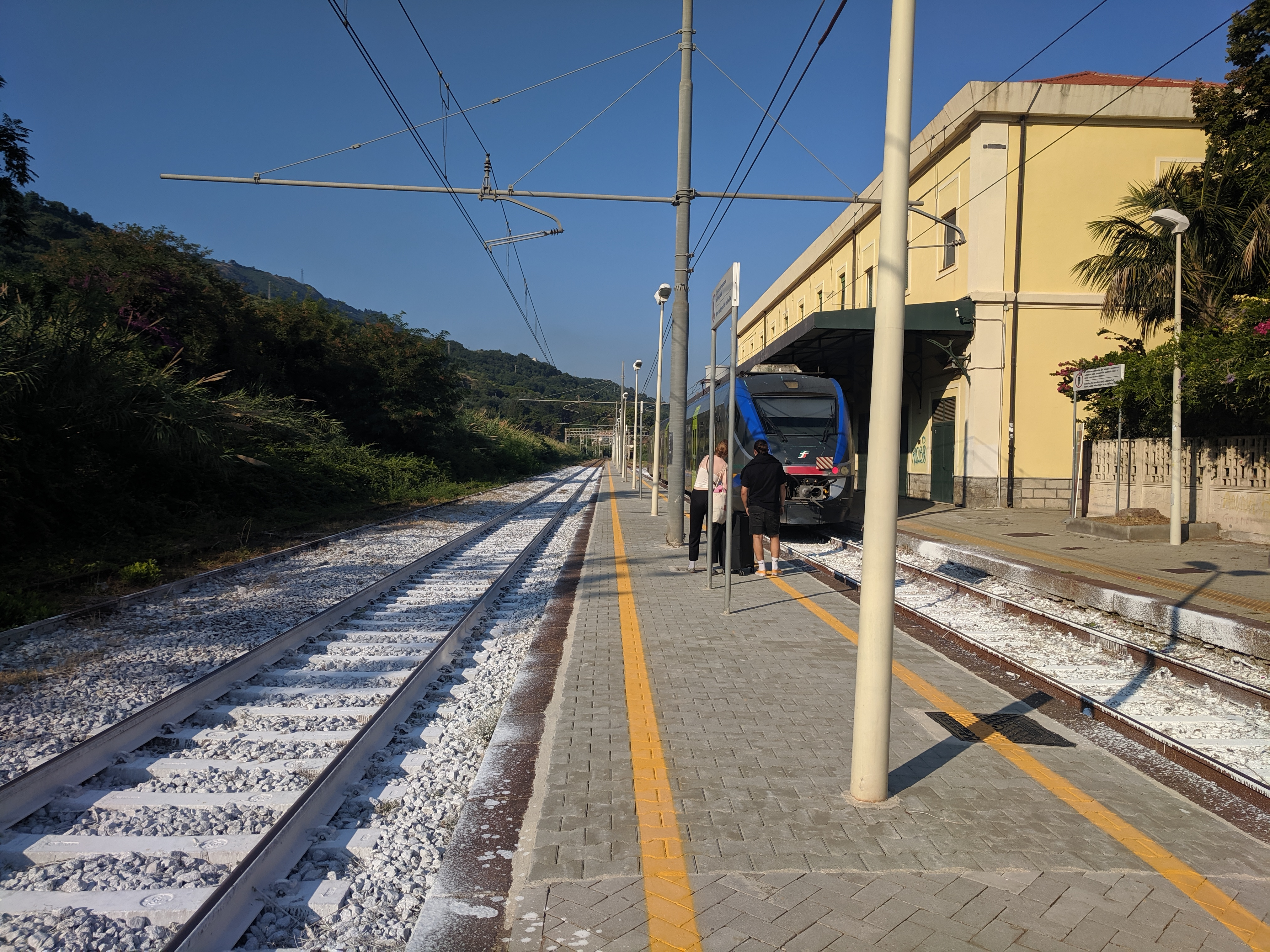